# Homer (Luizjana)
Homer – miasto w Stanach Zjednoczonych, w stanie Luizjana, w parafii Claiborne.